# آلکس ویرو
آلکس ویرو (فرانسوی: Alex Virot‎؛ ۱۸۹۰ – ۱۴ ژوئیهٔ ۱۹۵۷) روزنامه‌نگار ورزشی اهل فرانسه بود. وی در بازی‌های المپیک تابستانی ۱۹۲۸ برنده مدال برنز نقاشی در مسابقات هنری شد.
وی از اعضای مقاومت فرانسه بود.